# Anoplodactylus simplex
Anoplodactylus simplex är en havsspindelart som beskrevs av Clark, W.C. 1963. Anoplodactylus simplex ingår i släktet Anoplodactylus och familjen Phoxichilidiidae. Inga underarter finns listade i Catalogue of Life.